# Jiangsu Phoenix

Le Jiangsu Phoenix est un club féminin chinois de basket-ball  évoluant dans la province du Jiangsu et participant au Championnat de Chine de basket-ball féminin.

## Historique
Classement : 
- 2005 : 3e
- 2006 : 6e
- 2008 : 9e
- 2009 : 4e
- 2010 : 7e
- 2011 : 5e
- 2012 : 5e
- 2013 : 7e

## Palmarès
- Demi-finaliste 2009

## Effectif 2012-2013
Dans ce nom chinois, le nom de famille précède le nom personnel.
| Numéro | Nom            | Née le       | Taille | Nationalité | Poste         |
| 5      | Huan Huan      | 1990         | 1,85 m | Chine       | Ailière forte |
| 7      | Chen Xiaojia   | 1988         | 1,77 m | Chine       | Meneuse       |
| 8      | Jinwei Na      | 1992         | 1,80 m | Chine       | Arrière       |
| 10     | Xuehua Hou     | 1983         | 1,83 m | Chine       | Arrière       |
| 13     | Li Shanshan    | 1987         | 1,77 m | Chine       | Arrière       |
| 14     | Xu Song        | 1988         | 1,90 m | Chine       | Ailière forte |
| 15     | Nuo Xu         | 1987         | 1,97 m | Chine       | Pivot         |
| 34     | Krystal Thomas | 10 juin 1989 | 1,96 m | États-Unis  | Pivot         |

Entraîneur :  Tie Ding
Assistants :  Qiauyun Zhu, Lun  Tang